# Федченко, Алексей Павлович
 Алексе́й Па́влович Фе́дченко (7 [19] февраля 1844, Иркутск — 3 сентября 1873, Монблан) — русский учёный, биолог, географ и путешественник, исследователь Средней Азии, в первую очередь Памира. Путешествуя по Средней Азии (1868—1871), собрал материал по флоре, фауне, географии и этнографии региона. Основные научные труды по паразитологии и энтомологии. Открыл Заалайский хребет. Погиб на Монблане. В его честь экспедицией под руководством В. Ф. Ошанина назван открытый в 1878 году ледник Федченко в Таджикистане.

## Биография
Родился 7 (19) февраля 1844 года в Иркутске, или в Барнауле.
В гимназии он учился в Иркутске, где жил с родителями. Его отец владел золотоносным прииском, однако разорился и умер, когда Алексей Павлович заканчивал гимназию. В дальнейшем его и его мать материально поддерживал старший брат Григорий, к тому времени окончивший Московский университет и работавший преподавателем технического училища.
В 1860 году он с матерью переехал из Иркутска в Москву и поступил в Московский университет на естественное отделение физико-математического факультета. Будучи студентом он увлёкся ботаникой.
В 1863 году он совершил своё первое путешествие — сопровождал своего старшего брата в научной экскурсии по солёным озёрам Южной России. В этой экспедиции он увлёкся энтомологией и составил очень хорошую коллекцию двукрылых и перепончатокрылых, что позволило ему затем на основе её описания опубликовать научную работу. Будучи студентом университета вместе с друзьями основал Общество любителей естествознания, антропологии и этнографии при Московском университете и был его учёным секретарём, что способствовало росту его авторитета и в серьёзных научных кругах.
После окончания университета в 1864 году со званием кандидата Федченко стал преподавать естествознание в Николаевском институте. Назначен помощником инспектора студентов Московского университета (1866).

### Изучение Туркестана
В 1868 году внимание членов Общества любителей естествознания привлёк Туркестан, только что присоединенный к Российской империи. В октябре 1868 года супруги Федченко выехали из Москвы в Туркестан, где они пробыли до 1871 года. За это время они совершили экспедицию по Зеравшанской долине в окрестностях Самарканда, экспедицию в горный Таджикистан, на озеро Искандеркуль, в Джизак, верхний Зеравшан, а также экспедицию в пустыню Каракумы.
Во время своих Туркестанских экспедиций А. П. Федченко настойчиво пытался исследовать совершенно неизведанный в научном плане, таинственный и загадочный для европейцев Памир. А. П. Федченко писал в одном из своих писем: 

«Долго Памир и вообще страна в верховьях Оксуса (Амударьи) оставаться неисследованными не могут: либо русские, либо англичане, но раскроют её тайны…. Я, впрочем, больше верю (по крайней мере, желал бы), что русские сделают это и ещё раз впишут своё имя в географическую летопись, которая, по общему признанию, обязана им уже так многим».
В 1871 году, путешествуя по Кокандскому ханству, он спускался в Алайскую долину, открыл и описал Заалайский хребет и высочайший пик этого хребта, который назвал в честь российского военного и государственного деятеля — Пик Кауфмана.

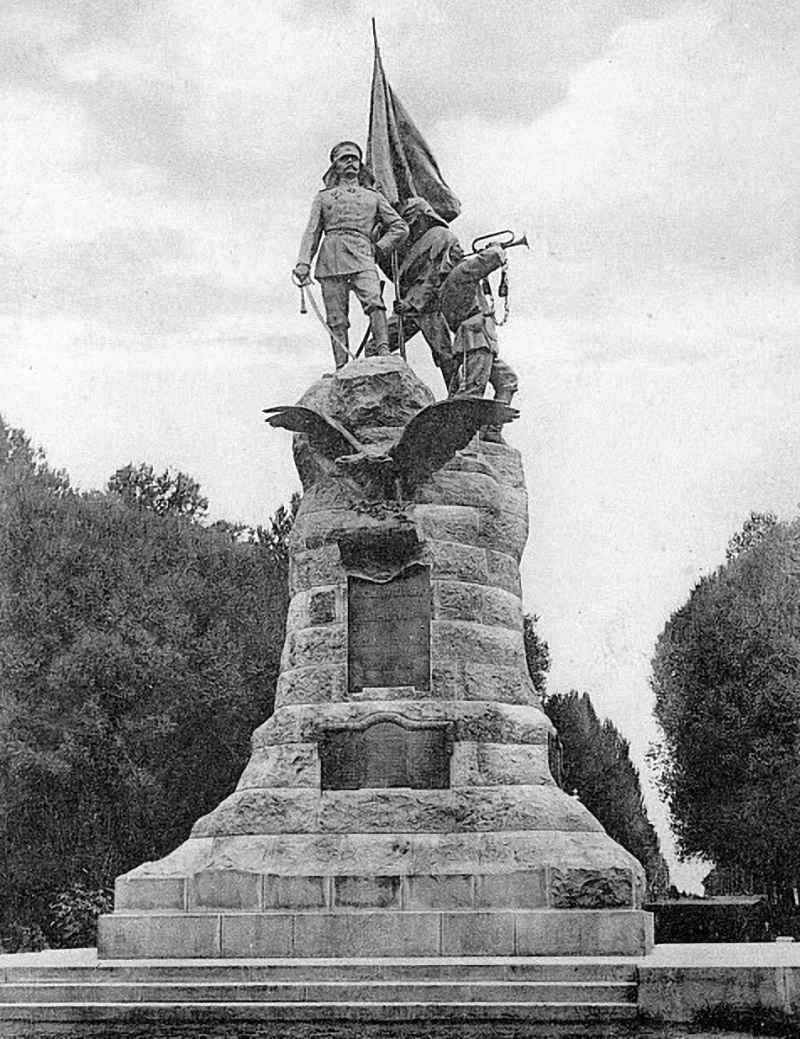
Памятник К. П. Кауфману в Ташкенте (1913)

Но обстоятельства не позволили продолжить ему дальнейшие исследования Памира. А. П. Федченко вспоминал: 

«Как мы могли идти на несколько дней в пустынную местность, не имея запасов ни фуража, ни провианта! Того, что было с нами, не хватило и на обратный путь из Алая: мы два дня голодали».
В ноябре 1871 года супруги Федченко вернулись в Москву, где они занимались обработкой собранной коллекции, а также читали многочисленные доклады о своих исследованиях в Туркестане. Итоги экспедиции были столь значительны, что привлекали внимание широких научных и общественных кругов. В мае 1872 года на Всероссийской политехнической выставке в Москве они экспонировали с большим успехом свой раздел, посвящённый Туркестану.

### Поездка во Францию
В сентябре 1872 года супруги поехали во Францию, а затем в Лейпциг, где Алексею Павловичу предложили поработать в лаборатории университета.
Лето 1873 года супруги Федченко с новорождённым сыном провели в Гейдельберге и Люцерне.
Для того чтобы подготовиться к новой экспедиции на Памир, А. П. Федченко решил изучить опыт горных восхождений в Альпах, для чего он 31 августа 1873 года приехал в деревню Шамони, расположенную у подножия Монблана. Местный натуралист Пайо посоветовал двух местных проводников — молодых людей (братьев), которые вызвались сопровождать его при восхождении. К несчастью, они были неопытны.
Во время восхождения на леднике Коль-дю-Жеань, погода резко ухудшилась . По словам проводников, Алексею Павловичу стало плохо, и проводники, выбившись из сил, помогая ему, решили оставить его и сами спустились вниз за помощью. Когда пришла помощь, Федченко был уже мёртв. Ольга Александровна, занимавшаяся расследованием обстоятельств гибели мужа, утверждала, что, когда подоспела помощь, он был ещё жив, и если бы не бездушие местных властей, не доставивших к пострадавшему врача, то Алексея Павловича можно было бы спасти. Ему было всего 29 лет.
Он похоронен в деревне Шамони (сейчас город) недалеко от места своей гибели. Над его могилой установлен гранитный камень со вставленной мраморной доской, на которой написано: «Ты спишь, но труды твои не будут забыты». После смерти мужа О. А. Федченко занялась подготовкой и изданием его трудов.

## Семья
Старший брат — Федченко, Григорий Павлович (1834—1865), химик, профессор Императорского Московского технического училища исследователь солёных озёр юга России.
Жена — Ольга Федченко (1845—1921) — 2 июля 1867 года женился на выпускнице Николаевского института, дочери профессора Московского университета Александра Армфельда Ольге Армфельд, ставшей его верным спутником во всех путешествиях. Сын — Борис Федченко (1872—1947), ботаник.

## Научные труды и открытия
Основные научные труды А. П. Федченко были выполнены в области паразитологии и энтомологии.
Им был открыт для науки Заалайский хребет, названы горы Гурумды и Пик Кауфмана (Пик Ленина).
В 1875 году была опубликована ставшая известной книга — «Путешествие в Туркестан члена-основателя общества А. П. Федченко, совершенное от императорского Общества любителе естествознания по поручению Туркестанского генерал-губернатора К. П. Фон-Кауфмана».

## Память

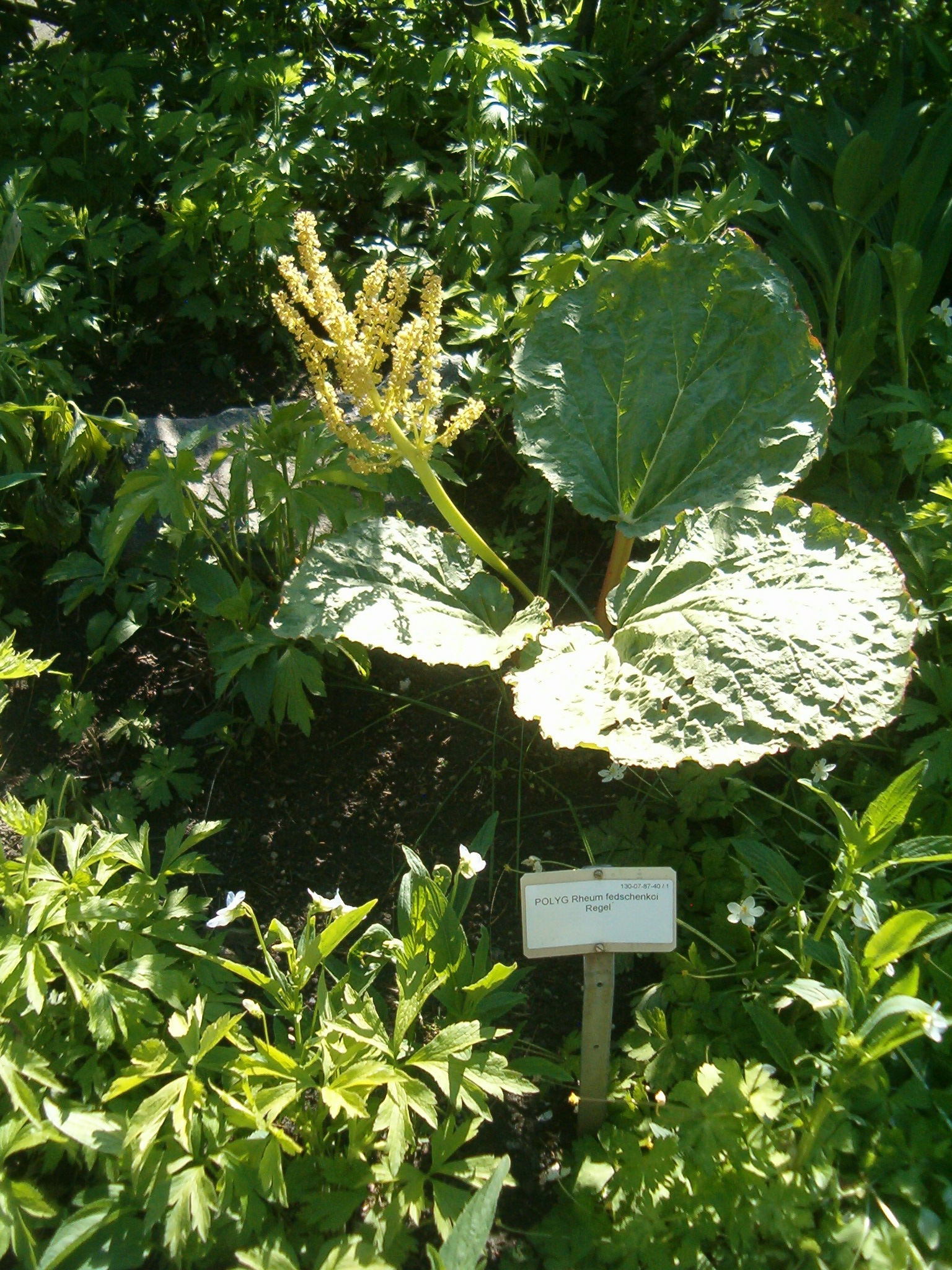

В честь А. П. Федченко были названы:
- Ледник Федченко на Памире
- Ледник (ледник Федченко, море Лаптевых, Северная Земля, остров Большевик, название присвоено советскими исследователями)[14].
- 3195 Fedchenko — астероид
- Camponotus fedtschenkoi — вид муравьёв
- Fedtschenkia — род ос
- Stizus fedtschenkoi — вид ос
- Tomares fedtschenkoi — вид бабочек-голубянок (Томарес Федченко)
- Pseudoscaphirhynchus fedtschenkoi — вид осетровых рыб (Сырдарьинский лопатонос)
- Tenuidactylus fedtschenkoi — Туркестанский геккон.

Также именем Алексея Павловича названы растения:
- Fedtschenkoa Regel (1882) [= Strigosella Boiss.]
- Allium fedschenkoanum Regel (1875) [≡ Allium atrosanguineum var. fedschenkoanum (Regel) G.H.Zhu & Turland]
- Campanula fedtschenkoana Trautv. (1879) [= Campanula incanescens Boiss.]
- Corydalis fedtschenkoana Regel (1882) [syn.  Cysticorydalis fedtschenkoana (Regel) Fedde]
- Didymophysa fedtschenkoana Regel (1882)
- Hedysarum fedtschenkoanum Regel (1882) [= Hedysarum plumosum Boiss. & Hausskn.]
- Hippomarathrum fedtschenkoi Regel & Schmalh. (1877) [≡ Prangos fedtschenkoi (Regel & Schmalh.) Korovin]
- Primula fedtschenkoi Regel (1874)
- Rheum fedtschenkoi Maxim. ex Regel (1882)
- Rosa fedtschenkoana Regel (1878) [= Rosa webbiana Wall. ex Royle]
- Seseli fedtschenkoanum Regel & Schmalh. (1882) [= Seseli lehmannianum Boiss.]

В Музее землеведения МГУ (на 24 этаже Главного здания) установлен бюст А. П. Федченко.

### Комментарии
1. ↑  В 1864 году его мать умерла.
2. ↑  В числе его друзей и сооснователей Общество любителей естествознания был студент университета Василий Ошанин, впоследствии известный российский путешественник и исследователь Средней Азии.
3. ↑  

Дореволюционный период исследований природы Памира связан с именами зоологов А. П. Федченко и Н. А. Северцова, геологов И. В. Мушкетова и Д. Л. Иванова, ботаников О. А. Федченко, А. Э. Регеля, С. И. Коржинского, Н. И. Вавилова и др. Это были разрозненные экспедиции энтузиастов-одиночек, в советское же время они сменились планомерными исследованиями. Для изучения биологических ресурсов Памира и его освоения в 1934 году под руководством П. А. Баранова и И. А. Райковой были созданы первые научно-исследовательские станции.
— Х. Ю. Юсуфбеков. Памирский биологический институт // Природа. — Наука, 1982. — № 12. — С. 48. Архивировано 20 мая 2017 года.
4. ↑  Назван в честь К. П. Кауфмана. Носил это название до 1928 года. С 1928 по 1998 годы назывался Пик Ленина.
5. ↑  И. В. Мушкетов так впоследствии писал об Ольге Александровне: «Деятельность этого талантливого исследователя поистине изумительна, в особенности если учесть, что экспедиция А. П. Федченко состояла всего из него самого и его благородного товарища Ольги Александровны Федченко, которая с редким для женщин самоотвержением разделяла все труды и лишения своего мужа; она действительно оказала ему существенную услугу».